# Glaucomys
Glaucomys es un género de roedores esciuromorfos de la familia Sciuridae conocidos vulgarmente como ardillas voladoras del Nuevo Mundo que incluye tres especies autóctonas de los bosques norte y centroamericanos, una de ellas recientemente descubierta.

## Especies
Se reconocen las siguientes especies:
- Glaucomys sabrinus - Ardilla voladora del Norte
- Glaucomys volans - Ardilla voladora del Sur
- Glaucomys oregonensis - Ardilla voladora de Humboldt[1]